# Chapelle Notre-Dame-des-Neiges de la Bérarde
La chapelle Notre-Dame-des-Neiges de la Bérarde est un lieu de culte catholique dédié à Notre-Dame-des-Neiges. Elle est située en Isère, à la Bérarde, sur la commune de Saint-Christophe-en-Oisans.

## Histoire
L'existence d'une chapelle est antérieure à 1678. La dernière de ces différentes chapelles est construite en 1892,.
Le 21 juin 2024, une crue exceptionnelle du torrent des Étançons détruit en partie le hameau de la Bérarde dont la chapelle,,.

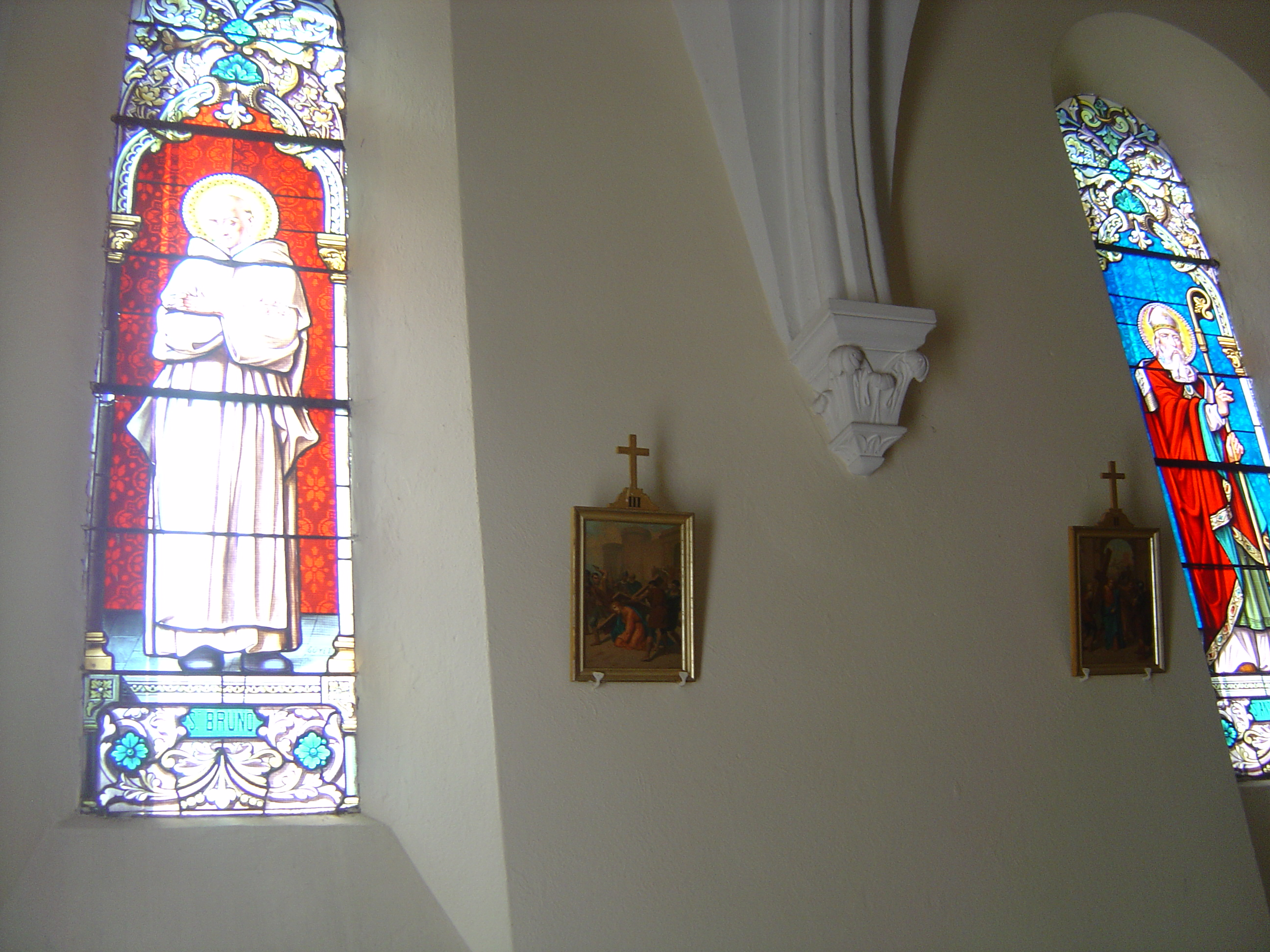
Vitraux et une partie du chemin de croix de la chapelle.

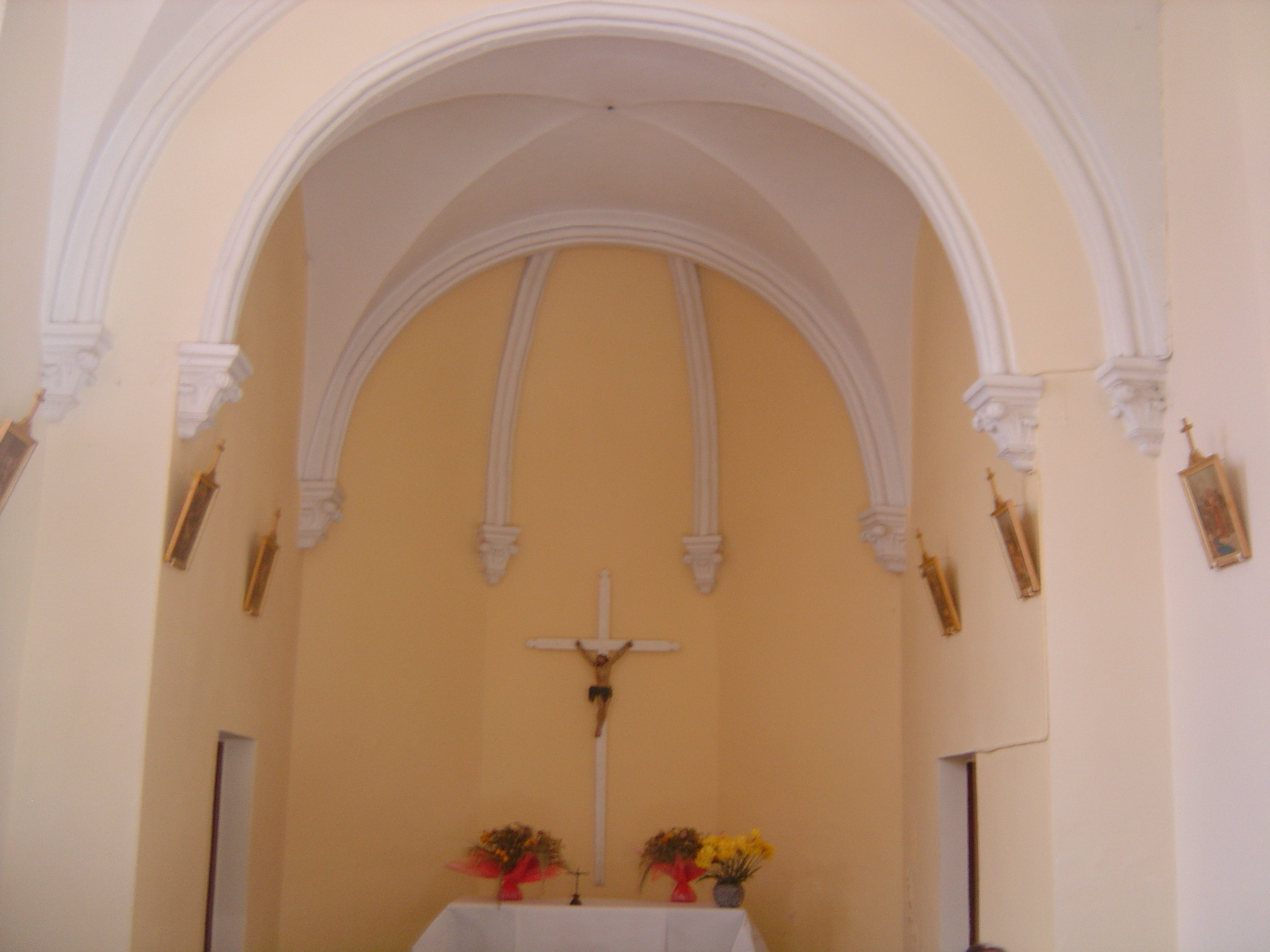
Le chevet de la chapelle.